# تاریکی در کناره شهر
تاریکی در کناره شهر (انگلیسی: Darkness on the Edge of Town) چهارمین آلبوم استودیویی خواننده-ترانه‌سرای آمریکایی بروس اسپرینگستین است که در ۲ ژوئن ۱۹۷۸ توسط کلمبیا رکوردز منتشر شد. این آلبوم پس از یک سری دعاوی حقوقی میان اسپرینگستین و مدیر برنامهٔ سابقش مایک آپل طی جلساتی در شهر نیویورک با گروه ئی استریت بند از ژوئن ۱۹۷۷ تا مارس ۱۹۷۸ ضبط شد. اسپرینگستین و جاون لانداو با کمک هم‌گروهی استیون ون زندت تهیه‌کنندگی آلبوم را مشترکاً بر عهده داشتند.
اسپرینگستین برای اشعار و موسیقی آلبوم از منابع متنوعی مانند رمان‌های جان استاین‌بک، فیلم‌های جان فورد، پانک راک و موسیقی کانتری الهام گرفت. از نظر موسیقایی، این آلبوم تولید دیوار صوتی اثر قبلی خواننده یعنی زاده‌شده برای دویدن را کنار می‌گذارد تا صدای هارد راک خام‌تری داشته باشد که به‌طور کلی بر گروه ئی استریت بند تأکید دارد. اشعار تاریکی در کناره شهر بر شخصیت‌های بدبختی تمرکز دارد که در برابر شرایط تحمل‌ناپذیر مقابله می‌کنند. در مقایسه با آثار قبلی اسپرینگستین، شخصیت‌ها مسن‌تر هستند و قطعات کمتر به ناحیهٔ جرسی شور وابستگی دارند.
تاریکی در کناره شهر که سه سال پس از زاده‌شده برای دویدن منتشر شد، به خوبی آلبوم قبلی فروش نداشت، اما در جدول فروش ایالات متحده به رتبهٔ پنجم رسید. تک‌آهنگ‌های آن—«تمام شب اثباتش کن»، «بدلندز» و «سرزمین موعود»—عملکرد تجاری اندکی داشتند. اسپرینگستین این آلبوم را در تور تاریکی تبلیغ کرد که بزرگ‌ترین تور کنسرتی او تا آن زمان بود. بلافاصله پس از انتشار، منتقدان موسیقی و اجراهای آلبوم را ستودند اما در مورد محتوای اشعار اختلاف نظر داشتند. این آلبوم در فهرست‌های منتقدان متعددی در زمینهٔ رتبه‌بندی بهترین آلبوم‌های سال قرار گرفت.
تاریکی در کناره شهر طی دهه‌های بعدی به‌عنوان یکی از بهترین آثار اسپرینگستین و یکی از آثاری که آلبوم بعدی را از پیش برنامه‌ریزی می‌کرد، مورد تحسین قرار گرفت. نام این آلبوم از آن زمان در فهرست‌های گوناگونی از بهترین آلبوم‌های تاریخ ظاهر شده است. حذفیات جلسات ضبط به هنرمندان دیگر داده شد، یا برای آلبوم بعدی اسپرینگستین، یعنی رودخانه، نگه داشته شد یا بعداً به صورت آلبوم گردآوری‌شده منتشر شد. تاریکی در کناره شهر در سال ۲۰۱۰ به‌همراه مستندی راجع به جزئیات ساخت آلبوم مجدداً منتشر شد.